# Kaladougou
Kaladougou es una comuna del círculo de Dioila, región de Kulikoró, Mali. Su capital es Dioila. Su población era de 51.384 habitantes en 2009.